# محمد فريد وجدي
محمد فريد وجدي (1878 - 1954)  كاتب إسلامي مصري الجنسية من أصول شركسية ولد في مدينة الإسكندرية بمصر سنة 1878م / 1295 هـ وتوفى بالقاهرة سنة 1954م / 1373 هـ. عمل على تحرير مجلة الأزهر لبضع وعشر سنوات، له العديد من المؤلفات ذات طابع ديني ووثائقي ومن أهم كتبه كتاب كنز العلوم واللغة وكتاب دائرة معارف القرن الرابع عشر الهجري والعشرين الميلادي وتقع في عشرة مجلدات، له كتاب مهم بعنوان صفوة العرفان في تفسير القرآن أعيد طبعه عدة مرات، وله كتاب رائع في السيرة اسمه السيرة المحمدية تحت ضوء العلم والفلسفة، وله كتاب في شرح مبادئ الإسلام ورد الشبهات عنه اسمه الإسلام دين عام خالد.
من مؤلفاته المهمة أيضا: الإسلام في عصر العلم وهو كتاب جيد بين فيه التوافق بين العلم والدين، ومنها أيضا رده العلمي المتين على (الشعر الجاهلي) لطه حسين. أرخت الموسوعة العربية العالمية ميلاده ووفاته هكذا [1875 - 1948]. قال عنه العقاد في كتابه رجال عرفتهم: «هو فريد عصره غير مدافع...».
لم يقتصر نشاطه على الدين فحسب ولكن كان له نشاط سياسي واضح حيث عارض الزعيم الوطني مصطفى كامل في الذهاب إلى فرنسا بعد حادثة دنشواي 1906م وكان يرى أن السفر كان يجب ألا يقتصر على فرنسا فحسب ولكن للعديد من الدول الأوروبية. من أنبغ تلامذته د محمد رجب البيومي عميد كلية اللغة العربية الأسبق - جامعة الأزهر وهو الذي جمع له مجموعة كتب من كتبه حيث أن جزء كبير من كتبه كان يكتب على هيئة مقالات.
يذكر د عبد الحليم محمود شيخ الأزهر سابقا مدى انتفاعه بمجالس فريد وجدي الذي كان يؤمها وزائريه في منزله بعد صلاة المغرب من كل يوم...حتى أفاد منها د. عبد الحليم في تعرف الاتجاهات المختلفة كما فتح له أبواب الموضوعات التي تشغل أنصار الفكرة الإسلامية ليلقى عليها مزيدا من الضوء والمناقشة ثم لتكون مادة للبحث العلمي حين تنقل من الندوات إلى المجلات والكتب.
يرى د/ رجب البيومى أن من المسار المبهج أن نجد (3) من علماء المسلمين العرب تترجم أكثر مؤلفاتهم إلى معظم لغات بنى الإسلام وهم: فريد وجدي، طنطاوي جوهري، رشيد رضا.

## حكايات عنه
1. يورد د/ رجب البيومي هذه الحكاية بنفسه فيقول: صاحبت الأستاذ وجدي وجالسته فرأيت في أخلاقه الرفيعة نبيا ملهما، وما ظنك بإنسان يقوم لخادمه إذا دخل عليه مهما تعددت مرات دخوله!! فإذا سألته في ذلك أحاب متسائلا عن الفرق بينه وبين الزائرين من الضيوف.
2. ذات مرة وعلى إثر مناقشة بين فريد وجدي وبين رشيد رضا اتهم رشيد رضا الأستاذ وجدي بأنه جاهل ولما لم يناقشه الأستاذ وجدي إلا كما يناقش الصديق الصديق..وسئل في ذلك قال:
(إن كلينا يحارب في جبهة واحدة...هي الجبهة الإسلامية، وإذا كنا نحاول الرفق مع خصوم الإسلام لنستدرجهم إلى سماع ما نقول، فان الرفق بأصحاب الاتجاه الواحد أدعى وألزم) والحق إنها وجهة نظر عاقلة قلما رأيت الناس يسلكونها.
3. راسل عامل بريد نصرانى الأستاذ وجدي (وقد كان رئيسا لتحرير مجلة الأزهر الشريف) بعشر رسالات طوال تزيد الرسالة الواحدة عن ست صفحات طوال فرد عليه الأستاذ وجدي على بريد العامل النصرانى الخاص.......وقد طلب بعضهم أن يجمع الأستاذ فريد تلك الردود والمقالات معا في كتاب مستقل فكان رده:
(لقد أرسل إلى هذا الرجل ردا مليئا بالأفكار الخاطئة وذلك بعد أن كتبت مقالا عن الإسلام والمسيحية في مجلة الأزهر وخفت أن أنشره معقبا بدحضه فيحدث النشر بلبلة لدى إخواننا المسحيين، لا أرتضيها، ثم خشيت أن أهمله فيظن حديثه صحيحا...فرأيت أن أفند آراءه في كتاب مستقل بعثت به إليه ولكنه أسهب وانتقل من موضوع إلى موضوع فدفعنى ضميري إلى الرد عليه وكرر التعقيب فكررت الرد آملا أن ينتهى النقاش عند حد حتى إذا نفذ صبرى أعتذرت بعد عشر رسائل ثم قال بتواضع وأدب:
(إن الفكر أمانة وصاحب القلم ليس مخيرا دائما فيما يكتب ولكنه يُفاجَأ أحيانا بما لا سبيل إلى السكوت عنه فيحمل يراعه – قلمه- كما يحمل المجاهد في حومة القتال سلاحه، والله عليم بذات الصدور).
4. ويحكى أن الأستاذ وجدي رد على قاسم أمين بكتاب المرأة المسلمة الذي كان المورد الأول لمن يريد رأى الإسلام في هذه القضية..وواصل مقالاته حتى صادفت مقالة له أحد الوعاظ فاغتاظ من الأستاذ وجدي ووصف وجدي فريد بما ليس فيه وتهور وبالغ في كلماته فرد فريد وجدي على محتوى كلام الواعظ ولم يتحدث عما وُجّه إليه من إساءة فازاد الواعظ في تطاوله جدا جدا حتى اغتاظ بعض تلاميذ الأستاذ وجدي وقال له د / رجب البيومى (إن الرد على أمثال هذا المتشنج يزيد من غروره...فقال الأستاذ وجدي كلمة تسجل بأحرف من نور لمن يعقلون قال:
(ليست القضية قضيتي ولا قضيته، ولكنها قضية القارئ البصير، وهذا القارئ سيتلو الرأى ونقيضه ثم يجنح إلى ما يستصوب، فالرد واجب، ومحاولة تجاهله تأييد للخطأ، وهزيمة للصواب).
5. تلقى الإمام محمد مصطفى المراغي شيخ الأزهر سابقا سؤالا عن الشرك وعقوبته الأخروية وأورد السائل تعسفات فلسفية لا تتصل إلى اليقين بشئ فأحال الإمام المراغي السؤال إلى اثنين الأستاذ/ يوسف الدجوي & والأستاذ وجدي فريد. فأجاب الدجوي بمنحى نقلي وأجاب فريد وجدي بمنحى فلسفي عقلاني، وظهر المقالان متجاورين بمجلة الأزهر، وقد شاء بعض المتحمسين لمقال الأستاذ وجدي المبالغة في مدحه والنيل من مقال الأستاذ الدجوى فقاطع الأستاذ وجدي المتحدث بأدب بالغ وقال:
إنه استفاد من مقال الشيخ الدجوى ما أضاف الجديد إلى رأيه وانه نشره قبل مقاله اهتماما به واحتفاء بما أفاض به الرجل الحجة من خواطر تمس وجدان المسلم وترفع من مستواه...ورجا الناقد أن يعود إلى مقال الدجوى ثانية فتململ الرجل وآثر الصمت ثم الانسحاب...وبعد قليل انتقد بعض الحاضرين وانتقص من شأن هذا الرجل الناقد بعد خروجه وانسحابه فقال الأستاذ وجدي:
(من يدرى؟؟ لعله كان يعتقد صحة ما يقول..وقد هديته إلى ما غاب عنه ومن فضله أن قرأ ووازن....فهو خير ممن لم يقرأ ولم يفكر...وأحب أن تكون مجالس العلم موضوعية لا ذاتية...فهذا أولى بكرامتنا)

## من مؤلفاته
1. المدنية والإسلام (ألفه وهو ابن عشرين عاما وقد ألف بالفرنسية ثم ترجم للعربية وغيرها).
2. دائرة معارف القرن الرابع عشر الهجري والعشرين الميلادي، ط1 1910 - 1918م، في عشرة مجلدات و8416 صفحة، ألفها في عشر سنين.
3. من معالم الإسلام (مجموعة مقالات كتبت بمجلة الأزهر ثم جمعت ككتاب).
4. على أطلال المذهب المادي، 3 أجزاء، 1921م.
5. الوجديات (كتاب في أصول الحوار).
6. المرأة المسلمة، 1901م، ألف بغرض الرد على أفكار قاسم أمين التي خالفت في بعضها رأى الإسلام.
7. مهمة الإسلام في العالم (يحتوى على 24 مبحث).
8. السيرة النبوية تحت ضوء العلم والفلسفة (يحتوى على 40 فصلا).
9. ليس من هنا نبدأ.
10. في معترك الفلسفيين.
11. المستقبل للإسلام.
12. أوقات الفراغ.
13. نقد كتاب الشعر الجاهلي. وقد خصصه للرد على كتاب الدكتور طه حسين المعنون "في الشعر الجاهلي"
14. له كتاب موجز في تفسير القران المسمى صفوة العرفان في تفسير القرآن والذي عرف لاحقا باسم المصحف المفسر، ط1 1907م، أعيد طبعه عدة مرات وترجم للغات عديدة أخرى.

- هذا وقد رأس تحرير مجلة الأزهر الشريف وكتب فيها مقالات عديدة ربما لو جمعت لشكلت نواة جيدة لعدة كتب مفيدة في مجالات مختلفة.

## عن أفكاره من آرائه
1. دور مجلة الأزهر ودور المصلحين
(إن لمجلة الأزهر مقصدين عظيمين:
  1. خدمة الإسلام على النحو الذي يتفق وثقافة العصر الحاضر وتقبله عقلية أهله.
  2. خدمة قضية الدين بوجه عام ضد الفلسفة المادية التي استبدت بالعقلية الأوربية ثلاثة قرون متوالية فأفسدت المذاهب الفلسفية...واستندت إلى الناحية المادية من العلم فجعلت لنفسها سلطانا على الأذهان..وأسقطت من سلطان العقل...الاستهداء بالحس فأضاعت على الناس مزية الاستهداء بالوجدان.
2. التنبؤ بزوال الشيوعية:
(هذا التورط الشنيع الذي تتكلفه الشيوعية وتحتفظ به في سيل عارم من دماء البشر في سبيل اجتثاث الدين من قلوبهم لا يعقل أن يدوم.....مجلة الأزهر المجلد (11) صفحة 101 سنة 1359هجرية).

## الخطوط العريضة لفكر العلامة محمد فريد وجدي
يتركز فكر فريد وجدي في:
- عرض الإسلام لأبنائه كما نزل من معينه الصافى.
- تصفية الإسلام من شُبه الأعداء والحاقدين وعرضها بصورة جيدة يقبلها العقل الحر اليقظ.
- حين تقرأ كتبه تحس أن هذا الرجل يدور في فلك هذا السؤال (كيف نفهم الإسلام شريعة صالحة للإصلاح والحكم؟؟؟).
- صبغ الدعاة للإسلام بالصبغة العلمية والفلسفية.
- محاربة الإلحاد وإبرازه على أنه آفة في العقل.

## كتب عنه
- محمد فريد وجدي: رائد التوفيق بين العلم والدين، تأليف أنور الجندي، الهيئة المصرية العامة للكتاب، القاهرة، 1974م.

وقد أورد المعد محمد رجب بيومي في مقدمة كتاب «تراجم إسلامية وبحوث تاريخية» التي اقتبسها من كتاب «ساعات من حياتي» للأستاذ طاهر الطناحي بأن محمد فريد وجدي اعتنى بالمسائل الروحية عناية كبيرة في كهولته وشيخوخته، وكان يعتقد بوجود الروح منفصلة عن الجسد، ويرى أنه بالإمكان استحضار أرواح الموتى، وكان يؤمن إيمانا قاطعا بخلود الروح.

## الخطوط العريضة لشخصية العلامة محمد فريد وجدي
من خلال كتاباته، فضلا عن رأى معاصريه وتحليل فكره، يمكن تحديد بعض النقاط العريضة التي تتشكل عليها هذه الشخصية كما يلي:
1. واثق بنفسه
2. رزين متزن حليم..يقدر مشاعر الآخرين.
3. جندى مجهول.
4. عظيم القدر.
5. منظم..علمى..عقلانى...(فلسفى الطرح).
6. نشط.
7. طموح.
8. عملى...إصلاحي...
9. موضوعي.
10. فريد...ولكلٍ نصيب من اسمه.

دروس نتعلمها من دراسة هذه الشخصية:
1. إن النفوس العظيمة التي تصحبها فطرة نقية وعقل يقظ تتشابه في الإنتاج والإبداع (فريد وجدي – رشيد رضا—حسن البنا - محمد أبو زهرة-– – محمد الغزالي -وغيرهم).
2. إن العقول الكبيرة التي تتشبث بثوابت الأمة تُلهم أفكارا كبيرة بها تصلح الأمة: يعيشون بها ولها...من هذه الأفكار (الإلحاد آفة- الدين أساس الإصلاح – الدين فطرة....)
3. إن الدعاة الصادقين يتناسون الأذى في أشخاصهم ويركزون على أهدافهم ولعمرى لو أن أحدهم التفت لمن يهدمهم ما بنوا إنجازا يذكر، ولعمرى إن ذلك لموطن تختبر فيه عظمة النفوس ويقظة العقول.
4. لقد رأينا علماء يطويهم الصمت ويسحب عليهم ذيل النسيان ولكن...غدا يذكرهم المخلصون من أبناء أمتهم وفي الآخرة عوض جميل..إن شاء الله.